# Notaspidiella tirathabae
Notaspidiella tirathabae is een vliesvleugelig insect uit de familie bronswespen (Chalcididae). De wetenschappelijke naam is voor het eerst geldig gepubliceerd in 1933 door Ferrière.